# Thibaut Platteeuw
Thibaut Platteeuw (16 december 2002) is een Belgisch basketballer.

## Carrière
Platteeuw speelde in de jeugd van KBBC De Panne en BC Oostende. Hij was een Belgisch jeugdinternational. In 2020 maakte hij de overstap naar BBC Falco Gent waar hij speelde tot 2023. In 2023 maakte hij op dubbele licentie de overstap naar Okapi Aalst maar kwam daarnaast ook uit voor BBC Falco Gent. Door een blessure miste hij de start van het seizoen. Bij Aalst maakte hij zijn debuut in de BNXT League. In mei 2024 verlengde hij zijn contract bij Aalst waardoor hij ook voor de volgende seizoenen er nog speelde.

### Nationale ploeg
Platteeuw speelde voor de nationale jeugdploegen.